# Remigio Verdía Jolí
Remigio Verdía Jolí  (Barcelona, 23 de julio de 1902 - Málaga, 2 de enero de 1937) fue un militar español, especialista en submarinos, que durante la guerra civil española prestó sus servicios en el bando republicano.

## Biografía
Remigio Verdía Jolí nació en Barcelona el 23 de julio de 1902 en el seno de una familia de gran raigambre militar. Hijo de Genaro Eduardo Verdía Caula (Jefe de la Estación torpedera de Cartagena) y de María Jolí Bolívar.

### Carrera militar
Carrera Académica y Militar: 

Verdía ingresó en octubre de 1917 a la edad de quince años en la Escuela naval militar.

En septiembre de 1918, embarcó como alumno en el crucero Reina Regente y en enero de 1920 en el acorazado Pelayo.
En septiembre de 1920, en su viaje de prácticas como guardiamarina, embarcó rumbo a América en el Reina Regente junto a Álvaro Guitián, Luis Carrero Blanco y Manuel Espinosa Rodríguez.

Entre los años 1921 y 1922 es miembro de la dotación del acorazado España y del crucero Carlos V. Se le concede la cruz del mérito naval de 1.ª clase.

En septiembre de 1922 embarcó en el transporte Contramaestre Casado.

En 1923, fue ascendido a alférez de navío, en octubre embarcó en el cañonero Recalde y en noviembre de ese mismo año fue nombrado 2.º comandante del guardacostas Uad Muluya.

En 1924, estuvo 3 meses embarcado haciendo prácticas en el submarino B-3.

En agosto de 1924 embarcó como alférez de navío en el cañonero Cánovas del Castillo.

En noviembre de 1925 se le concedió la medalla naval militar por los méritos contraídos en las operaciones de desembarco en Alhucemas, le fue impuesta la condecoración en febrero de 1926 a bordo del crucero  Reina Victoria fondeado en Ceuta. Recibe también en 1926 por el mismo motivo la cruz de 1.ª clase de la orden del mérito naval con distintivo rojo.

En 1926 viajó a Lieja a cursar estudios de ingeniería eléctrica, le acompañaron sus compañeros tenientes de navío Manuel Espinosa Rodríguez y Luis Regalado Rodríguez, regresando a España en 1927. Este mismo año recibe la medalla naval colectiva y la cruz naval de 1.ª clase Mª Cristina.

En noviembre de 1927, ascendido a teniente de navío fue nombrado 2.º comandante del submarino A-1. Recibe este año la cruz del mérito militar y mérito naval, ambas con distintivo rojo.

En 1929 se trasladó a Madrid a realizar un curso de guerra química que se impartió en la fábrica nacional de productos químicos Alfonso XIII. Le acompañó en su viaje el teniente de navío Luis Carrero Blanco, el ingeniero auxiliar Fernando Corominas, el ingeniero artillero José Arroyo y el médico José Uberos.

En agosto de 1929 fue nombrado segundo comandante del submarino A-2.

En octubre del año 1933 ocupó durante unos días el mando del submarino A-1. El 18 de octubre pasará a desempeñar el cargo de comandante del submarino B-5, hasta octubre de 1934.

En 1934, realizó un extraordinario trabajo de recuperación de varias líneas de torpedos que se encontraban perdidas en Mahón, por este trabajo será condecorado junto a varios compañeros con la cruz de primera clase del mérito naval.

En febrero de 1935 fue nombrado subdirector de la Escuela de armas submarinas de Cartagena.

En septiembre de 1935 viajó a Inglaterra en comisión de servicios con el fin de incrementar sus amplios conocimientos en materia submarina.

### Guerra Civil
En julio de 1936 le sorprendió la sublevación como subdirector de la Escuela de armas submarinas en Cartagena, quedando a favor del Gobierno.  Llega a Málaga el día 23 de agosto con el grado de capitán de corbeta comandando el submarino  C-2 (1928),  desde este puerto se dirige al norte de España. El 15 de septiembre de 1936 fue nombrado Jefe de la flota submarina del Cantábrico y unos días más tarde Jefe de la flotilla submarina con base en Málaga.

En la capital malagueña desplegó junto al Jefe naval malagueño Sanmartín una extraordinaria actividad para intentar organizar las fuerzas de la Base, se ocupó de los semáforos (avistamientos de buques y aviones desde diferentes puntos estratégicos de la costa), pusieron a punto varias instalaciones portuarias para el mantenimiento de munición naval, participaba personalmente en vuelos de reconocimiento y ante la presencia de los cruceros Canarias y Cervera, se encargó de confeccionar siluetas de los buques enemigos, las cuales se repartieron a observadores costeros y pescadores para que comunicaran su presencia en cuanto los divisaran.
Durante el periodo en que Verdía mantuvo la Jefatura de la fuerza submarina en Málaga, los cruceros sublevados, a pesar de los ataques que realizaron en diferentes puertos del Mediterráneo, no hicieron acto de presencia por la capital malacitana.
Realizó unos excelentes informes sobre el torpedeamiento del crucero Miguel de Cervantes en Cartagena y el hundimiento del submarino C-3 frente a las costas de Málaga.
En su incansable actividad, el 1 de enero de 1937 se encontraba a bordo de un avión reconociendo el litoral granadino intentando localizar al vapor Aragón perteneciente a la Marina republicana, el cual había sido secuestrado por el acorazado alemán  Graf Spee. Tras aterrizar en Málaga, el 2 de enero de 1937 se dirigía con el Jefe de la Base naval Baudilio Sanmartín hacia las instalaciones de la Comandancia militar situada en la calle Casas de Campos, cuando a la altura de la calle Córdoba fueron sorprendidos por el ataque de nueve aviones alemanes Junker 52 que bombardearon intensamente la capital y el puerto, siendo alcanzado mortalmente por la metralla de una bomba. Fue enterrado al 3 de enero de 1937 en la capital malagueña. Tuvo un entierro de héroe,  todos los marinos de la Base naval que no se encontraban de guardia acudieron a rendirle honores junto al pueblo malagueño que acompañó el féretro con los puños en alto y gritando ¡Vivas a la República! Sus restos descansan en el Cementerio Histórico de San Miguel de Málaga: panteón de la Hermandad de nuestro padre Jesús Nazareno de San Juan, calle Santa Ana, jardín nueve.